# مطار عباس بن فرناس (جدة)
مطار عباس بن فرناس أو مطار جدة القديم هو مطار دولي أنشأ في عام 1939 و وتوقف عن العمل عام 1981 